# Gazeta de Transilvania
A Gazeta de Transilvania, 1849 január–decemberben Gazeta Transilvania, 1849 decemberétől 1945-ig Gazeta Transilvaniei egy 1838 és 1945, majd 1990 és 2009 között megjelenő brassói román nyelvű újság.
1843 elejéig hetente, 1843–1881-ben hetente kétszer, 1881–1883-ban hetente háromszor, 1884–1938-ban napilapként, 1939–1945-ben ismét hetente kétszer jelent meg. A kezdetektől 1865-ig melléklapja volt a kulturális tartalmú Foaie pentru minte, inimă și literatură.
Kezdetben Johann Gött, 1844-től Teohar Alexi, 1888-tól saját nyomdájában készült. Alapító szerkesztője, George Bariț egyedül írta 1839 nyaráig, amikor munkatársként a laphoz szerződött Andrei Mureșanu. Az első években csak híreket tartalmazott, rövid kommentárokkal. Ez a tartalom 1843 elejétől egészült ki szerkesztői cikkekkel, rovatokkal, vezércikkel és sajtószemlével. Bariț a Foaié-ban már korábban megjelenő mérsékelt, felvilágosult reformista programjának szempontjából válogatta és értékelte az eseményeket. A Habsburg Birodalom, az erdélyi országgyűlés, a román fejedelemségek és Nyugat-Európa hírein kívül elsősorban ismereteket kívánt közölni a modern politikai intézményekről, kultúráról, kereskedelemről, hitelügyről, hogy segítse a románság társadalmi-kulturális felemelkedését. Eszményképe az angol alkotmányos monarchia és az angol polgári éthosz volt. Olvasóit a józan, munkás életre buzdította. A mérsékelt latinos nyelvi reform segítségével képzelte el a román kultúra modernizálását. Az erdélyi románság egyenjogúságának kérdésével a cenzúra miatt csak 1848 nyarától foglalkozott. Az első években cirill betűkkel, 1844 és 1852 között egy ún. „átmeneti”, „félcirill” ábécével szedve, 1852–1861-ben részben, 1862-től teljesen latin betűkkel jelent meg.
Az 1840-es években példányainak kétharmadát Havasalföldön és Moldvában adták el. 630 előfizetőjéből 1842-ben 407 élt a Kárpátokon túl. Bár az orosz hatóságok 1842 végén betiltották terjesztését a fejedelemségekben, olvasóinak száma ekkor nem csökkent. Megjelenése szünetelt 1849 márciusa után, amikor Bem elfoglalta Brassót, és Bariț Havasalföldre menekült. December 1-jén újraindult ugyan, de 1850 februárjában felfüggesztették megjelenését, és csak szeptemberben adták ki ismét. 1852 és 1861 között Iacob Mureșianu szerkesztésében mint hivatalos lap jelent meg. Bariț ugyanis nem tudta előteremteni az újonnan bevezetett, magas összegű kauciót. Ennek ellenére Nagyszebenbe költözéséig munkatársa maradt a lapnak. Példányszáma az 1848-as egyharmadára esett vissza. Andrei Șaguna ortodox metropolita 1855-ben pásztorlevélben tiltotta meg híveinek, hogy a görögkatolikus Bariț és Mureșanu újságját olvassák. A megélénkülő politikai életnek köszönhetően 1861-ben 1200-nál több példányban jelent meg. 1860–61-ben Bariț felhívásának a hatására több száz erdélyi és magyarországi község nyilvánította hivatali nyelvéül a románt. A mozgalmas 1860-as években többször foglalkozott az oktatás, az ipar, a céhek és a szövetkezetek kérdésével, és következetesen kiállt Erdély függetlensége mellett. A fejedelemségekben 1861-ben feloldották a terjesztés tilalmát, de a felélénkült lapkínálat miatt a Kárpátokon túli románokat már nem érdekelte a brassói újság.
A kiegyezés után a románság politikai passzivitásának és az 1863-as nagyszebeni országgyűlés törvényeihez való visszatérés programját képviselte. 1878-ban Aurel Mureșanu lett a főszerkesztője. 1886-tól folyamatosan közölt tárcát, amelyet rendszerint a brassói ortodox gimnázium tanárai írtak. 1889-től, Gazeta de duminică címmel néplapszerű vasárnapi melléklete jelent meg. 1909-ben, Aurel Mureșanu halála után szerkesztését Voicu Nițescu és Victor Braniște vették át. Ők 1916 végén a román hadsereggel Romániába, majd Oroszországba menekültek, és Brassóban a régi néven egy a magyar kormányhoz lojális lap indult. 1918 decemberétől mint a Nemzeti Párt lapja jelent meg, de a két világháború között helyi sajtótermékké szürkült. 1990-ben újraindult, de 2009-ben, pénzügyi okokra hivatkozva felfüggesztette működését.

## Külső hivatkozások
- hét digitalizált évfolyam a kolozsvári egyetemi könyvtár virtuális könyvtárában)
- Az 1848-as és 1852–65-ös évfolyamok az Osztrák Állami Könyvtár virtuális könyvtárában